# 布里恩茲 (格勞賓登州)

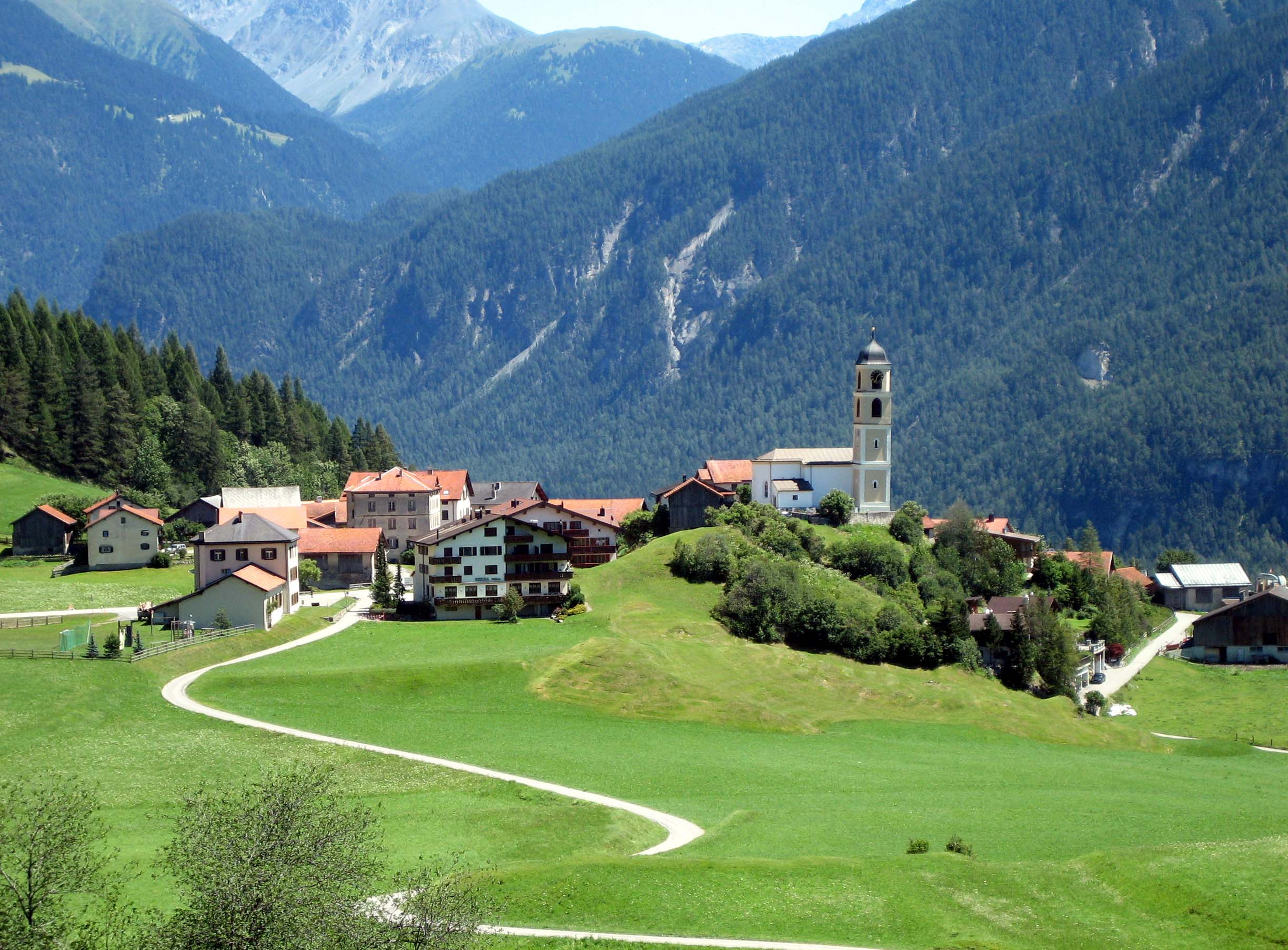

布里恩茲是瑞士的城鎮，位於該國東部，由格勞賓登州負責管轄，面積13.37平方公里，海拔高度1,144米，2011年人口120，人口密度每平方公里9人。